# Teddy Powell
Teddy Powell, geboren als Teodoro Paolella (Oakland, 1 maart 1905 - New York, 17 november 1993), was een Amerikaanse zanger, componist en orkestleider op het gebied van de swing en de populaire muziek.

## Carrière
Teddy Powell leerde als kind aanvankelijk viool spelen, maar wisselde daarna naar de banjo en de gitaar. Hij begon zijn muziekcarrière op 17-jarige leeftijd in het orkest van Abe Lyman, waar hij ook als bandzanger, arrangeur en manager fungeerde en bleef tot 1935. Tot 1938 werkte hij verder met Lyman in de muziekbusiness en organiseerde radiobands.
Powell schreef in de loop van zijn carrière veel composities, enkele onder het pseudoniem Freddy James. Tot zijn bekendste nummers behoort Take Me Back to My Boots and Saddle, die hij samen schreef met Leonard Whitcup en Walter Samuels. Het nummer was een hitsucces voor de band van Tommy Dorsey. Boots and Saddles werd in 1935 onderscheiden met de ASCAP Award als beste westernsong van het jaar. Een verdere song uit die tijd If My Heart Could Only Talk, werd onder andere gezongen door Billie Holiday.
Met voormalige leden van de bands van Benny Goodman, Tommy Dorsey en het Casa Loma Orchestra formeerde Powell in 1939 zijn eigen band, die debuteerde in de New Yorkse club Famous Door.
Teddy Powells swingorkest genoot in New York grote populariteit. In zijn verschillende bandformaties speelden een aantal later bekende jazzmuzikanten, waaronder Charlie Ventura (1944–1946), Tony Aless (1940/1942), Mary Ann McCall, Alvin Stoller, Irving Fazola (1942/'43), Milt Bernhart (1943), Barry Galbraith (1941) en Lee Konitz. Powells orkest werkte ook mee in de twee speelfilms Jam Session (Columbia Records) en Melody Gardens (Universal Records).
Platen ontstonden voor Decca Records, zoals Teddy's Boogie Woogie, Pussy in the Corner, Flea On a Spree, Some Day en The Sphinx, die allen werden gecomponeerd door Powell en Ben Homer. Van 1940 tot 1942 nam hij 70 nummers op voor Bluebird Records, waaronder de Bluebird Boogiewoogie. Verdere platen ontstonden bij Victor Records.
In 1941 begon Powells orkest een langere verbintenis in de club Rustic Cabin in Englewood Cliffs. Het magazine Metronome prees ze als meest verrassende band van het jaar. Betreurenswaardig was het verlies van hun instrumentarium in oktober bij een brand in de Rustic Cabin club. Desondanks kon Powell de band houden met optredens in New Yorkse hotels.
Tijdens de platenstaking speelden Powell en zijn band in verschillende legerbases. Hun optredens werden ook uitgezonden door de radiozender AFRS. Vanwege een hem verweten omkoping om de legerdienst te ontlopen, moest Powell een gevangenisstraf uitzitten van vijf maanden. Na zijn vrijlating reactiveerde hij zijn band, die echter van swing meer wisselde naar de sweet-stijl. Powell stopte in 1954 met het orkest en concentreerde zich op het componeren (zoals Bewildered voor James Brown in 1962). Hij richtte in New York de muziekuitgeverij Tee Pee Music Co op.

## Overlijden
Teddy Powell overleed in november 1993 op 88-jarige leeftijd.

## Discografie
- Teddy Powell 1942 (Circle)
- Teddy Powell 1942–43 (First Time)
- Riding the Subways (Hep Records)

- Bibsys: 6089612
- Biblioteca Nacional de España: XX1010128
- Bibliothèque nationale de France: cb13898639f (data)
- Gemeinsame Normdatei: 1209155915
- International Standard Name Identifier: 0000 0001 0654 8972
- Library of Congress Control Number: n90669557
- MusicBrainz: fd1975dc-a340-4a1c-8b49-32252c2ff96c
- Nationale Bibliotheek van Tsjechië: mzk2014840049
- Nationale bibliotheek van Australië: 49284058
- Nationale Bibliotheek van Israël: 987007315104005171
- Nationale en Universitaire bibliotheek Zagreb: 000048025
- Réseau des bibliothèques de Suisse occidentale: 02-A022761521
- SNAC: w6kx89r1
- Système universitaire de documentation: 156510464
- Trove: 1491793
- Virtual International Authority File: 71579079
- WorldCat: E39PBJrCbkKcQqrrjXYWDHG8md